# Lerin på äldreboendet
Lerin på äldreboendet, är en svensk realityserie som hade premiär på SVT Play den 7 januari 2025. Första säsongen består av sex avsnitt.

## Handling
Serien kretsar kring konstnären Lars Lerin som träffar åtta äldre personer med olika demenssjukdomar och andra sjukdomar. Tillsammans med deras anhöriga möts de för att måla, skapa och göra utflykter. Samtidigt har Lars fullt upp med sitt konstnärskap, sitt eget åldrande och livet som småbarnspappa till fyra barn tillsammans med sin make Manoel ”Junior” Marques Lerin.

## Medverkande (i urval)
- Lars Lerin
- Manoel ”Junior” Marques Lerin